# Liste der Gerichte in Deutschland 1816 bis 1879
Diese Liste enthält die historischen Gerichte in Deutschland 1816 bis 1879, also zwischen der Bildung des Deutschen Bundes 1815 und dem Inkrafttreten der Reichsjustizgesetze 1879. Bis dahin waren die einzelnen Bundesstaaten für die Gerichtsorganisation zuständig. Die Liste ist daher nach den Bundesstaaten aufgeteilt.

## Historische Gerichte mit Zuständigkeit für Deutschland oder größere Teile Deutschlands
Im Deutschen Bund bestanden keine bundesweiten Gerichte. Erst mit der Bildung des Norddeutschen Bundes wurden solche bundesweiten Gerichte eingerichtet.
- Bundesoberhandelsgericht (ab 1869)
- Reichsrayonkommission in Berlin (ab 1871)
- Bundesamt für das Heimatwesen in Berlin (ab 1871)
- Disziplinarhof Leipzig (ab 1873) sowie die Disziplinarkammern in Potsdam, Frankfurt a. O., Königsberg, Danzig, Stettin, Köslin, Bromberg, Posen, Magdeburg, Erfurt, Breslau, Liegnitz, Oppeln, Münster, Arnsberg, Düsseldorf, Köln, Trier, Darmstadt, Frankfurt a. M., Kassel, Hannover, Schleswig, Leipzig, Karlsruhe, Schwerin, Lübeck und Bremen.

## Oberappellationsgerichte
Mit dem Ende des alten Reichs endete auch die Zuständigkeit der bisherigen obersten Reichsgerichte. Somit wurde es notwendig, dass die im Deutschen Bund verbliebenen Staaten eine entsprechende dritte und letzte Instanz als Ersatz für die ehemaligen Reichsgerichte erhielten. Artikel 12 der Bundesakte von 1815 verpflichtete die Bundesstaaten deshalb, Oberappellationsgerichte als dritte und letzte Instanz in Zivil- und Strafsachen einzurichten. Für jeden Bundesstaat sollte es wenigstens ein solches Gericht geben, und Bundesstaaten mit weniger als 300.000 Einwohnern sollten mit ihnen verwandten Häusern oder anderen Bundesstaaten gemeinsam ein derartiges Gericht bilden. In vielen Bundesstaaten, namentlich denen mit einer Verfassung, bildete das Oberappellationsgericht zugleich auch den Staatsgerichtshof, der Klagen der Landstände gegen höhere Staatsdiener, Minister usw. zu untersuchen und entscheiden hatte.
| Gericht                                                    | Sitz         | Staat(en)                                                                                       | Gründung          | Anmerkungen |
| ---------------------------------------------------------- | ------------ | ----------------------------------------------------------------------------------------------- | ----------------- | --- |
| Oberste Justizstelle Wien                                  | Wien         | Diejenigen Teile des Kaisertum Österreichs, die Teil des Deutschen Bundes waren                 | 1749              | ab 1848: Oberster Gerichtshof (Österreich) |
| Preußisches Obertribunal                                   | Berlin       | Diejenigen Teile von Preußen, die Teil des Deutschen Bundes waren                               | 1853              | Bis 1. Januar 1853 waren dies das Geheime Obertribunal (seit 1782) und der Rheinische Revisions- und Kassationshof (seit 1819). Von 1867 bis 1874 außerdem das Oberappellationsgericht Berlin für Schleswig-Holstein, Hannover, Hessen-Nassau, Lauenburg, Waldeck-Pyrmont. |
| Oberappellationsgericht München                            | München      | Königreich Bayern                                                                               | 1809              | Nachfolger des 1625 eingerichteten Revisoriums; außerdem: der Kassationshof für die Rheinpfalz in München |
| Königliches Oberappellationsgericht                        | Dresden      | Königreich Sachsen                                                                              | 1835              | |
| Oberhofgericht Mannheim                                    | Mannheim     | Großherzogtum Baden                                                                             | 1803              | |
| Oberappellationsgericht Kassel                             | Kassel       | Kurhessen                                                                                       | 1746              | |
| Oberappellations- und Kassationsgericht Darmstadt          | Darmstadt    | Großherzogtum Hessen, Hessen-Homburg                                                            | 1747/1832         | bis 1824/25 auch für die beiden Hohenzollern |
| Oberappellationsgericht Wiesbaden                          | Wiesbaden    | Herzogtum Nassau                                                                                | 1818              | Nachfolger des 1804 gegründeten Oberappellationsgerichts Hadamar, das 1810 nach Diez verlegt wurde |
| Oberster Gerichtshof (Luxemburg)                           | Luxemburg    | Großherzogtum Luxemburg                                                                         | 1830              | vorher Hoher Gerichtshof Lüttich |
| Oberappellationsgericht Celle                              | Celle        | Königreich Hannover (ab 1857 auch für Lippe-Detmold)                                            | 1711              | |
| Obertribunal Stuttgart                                     | Stuttgart    | Württemberg                                                                                     | 1805/1817         | Nachfolger des Württembergischen Hofgerichts; ab Juni 1824 auch für Hohenzollern-Sigmaringen bzw. Oktober 1825 für Hohenzollern-Hechingen; bis 1851 zuständig für beide Hohenzollern                                                                                       |
| Oberappellationsgericht Wolfenbüttel                       | Wolfenbüttel | Braunschweig; bis 1851/56 auch für Waldeck, bis 1857 für Lippe-Detmold und für Schaumburg-Lippe | 3. Januar 1817    | bis 1855; dann Obergericht Wolfenbüttel |
| Oberappellationsgericht Jena                               | Jena         | Ernestinischen Herzogtümer und Reuß                                                             | 7. Januar 1817    | |
| Oberappellationsgericht Zerbst                             | Zerbst       | Anhaltische und Schwarzburgsche Staaten                                                         | 1. Oktober 1817   | bis 1849; dann Oberappellationsgericht Jena |
| Oberappellationsgericht Parchim                            | Parchim      | Beide Mecklenburgischen Staaten                                                                 | 1. Oktober 1818   | bis 1840; dann Oberappellationsgericht Rostock |
| Appellationsgericht Innsbruck                              | Innsbruck    | Fürstentum Liechtenstein                                                                        | 1817              | |
| Oberappellationsgericht für das Land Oldenburg             | Oldenburg    | Großherzogtum Oldenburg                                                                         | 1814              | |
| Oberappellationsgericht der vier Freien Städte             | Lübeck       | Bremen, Hamburg, Frankfurt am Main und Lübeck                                                   | 13. November 1820 | |
| Schleswig-Holstein-Lauenburgisches Oberappellationsgericht | Kiel         | Herzogtümer Schleswig, Holstein und Lauenburg                                                   | 1. Oktober 1834   | 1850 bis 1867 für Holstein und Lauenburg |

## Gerichte der Bundesstaaten
- Liste der Gerichte im Kaisertum Österreich (bis zum Ende des deutschen Bundes)
  - Oberster Gerichtshof (in Wien)
  - Liste der Gerichte im Erzherzogtum Österreich
  - Liste der Gerichte im Königreich Böhmen
  - Liste der Gerichte in der Markgrafschaft Mähren
  - Liste der Gerichte im Herzogtum Schlesien
  - Liste der Gerichte in der gefürsteten Grafschaft Tirol
  - Liste der Gerichte in Vorarlberg (Kaisertum Österreich)
  - Liste der Gerichte im Herzogtum Salzburg
  - Liste der Gerichte im Königreichs Illyrien
  - Liste der Gerichte im Königreich Galizien und Lodomerien
- Liste der Gerichte in Preußen
  - Liste der Gerichte in der Provinz Brandenburg
  - Liste der Gerichte in der Provinz Pommern
  - Liste der Gerichte in der Provinz Schlesien
  - Liste der Gerichte in der Rheinprovinz
    - Liste der Gerichte in den Hohenzollernschen Landen

  - Liste der Gerichte in der Provinz Westfalen
  - Liste der Gerichte in der Provinz Sachsen
  - Liste der Gerichte in der Ostpreußen
  - Liste der Gerichte in der Westpreußen
  - Liste der Gerichte in der Provinz Posen
  - Liste der Gerichte in der Provinz Schleswig-Holstein
- Liste der Gerichte im Königreich Bayern
- Liste der Gerichte im Königreich Sachsen
- Liste der Gerichte im Königreich Hannover
  - Liste der Amtsgerichte im Königreich Hannover
  - Obergericht (Königreich Hannover)
- Liste der Gerichte im Königreich Württemberg
- Liste der Gerichte im Großherzogtum Baden
- Liste der Gerichte im Großherzogtum Hessen
- Liste der Gerichte im Großherzogtum Luxemburg (Deutscher Bund)
- Liste der Gerichte im Großherzogtum Mecklenburg-Schwerin
- Liste der Gerichte in Mecklenburg-Strelitz
- Liste der Gerichte im Großherzogtum Sachsen-Weimar-Eisenach
- Liste der Gerichte im Großherzogtum Oldenburg
- Liste der Gerichte im Kurfürstentum Hessen
- Liste der Gerichte im Herzogtum Holstein
- Liste der Gerichte im Herzogtum Schleswig
- Liste der Gerichte im Herzogtum Sachsen-Lauenburg
- Liste der Gerichte im Herzogtum Nassau
- Liste der Gerichte im Herzogtum Braunschweig
- Liste der Gerichte im Herzogtum Sachsen-Gotha
- Liste der Gerichte im Herzogtum Sachsen-Coburg
- Liste der Gerichte im Herzogtum Sachsen-Meiningen
- Liste der Gerichte im Herzogtum Sachsen-Hildburghausen
- Liste der Gerichte im Herzogtum Sachsen-Altenburg
- Liste der Gerichte im Herzogtum Anhalt-Dessau
- Liste der Gerichte im Herzogtum Anhalt-Köthen
- Liste der Gerichte im Herzogtum Anhalt-Bernburg
- Liste der Gerichte im Herzogtum Limburg (1839–1866)
- Liste der Gerichte im Fürstentum Hohenzollern-Hechingen
- Liste der Gerichte im Fürstentum Hohenzollern-Sigmaringen
- Liste der Gerichte im Fürstentum Liechtenstein
- Liste der Gerichte im Fürstentum Lippe
- Liste der Gerichte im Fürstentum Reuß ältere Linie
- Liste der Gerichte im Fürstentum Reuß jüngere Linie
- Liste der Gerichte im Fürstentum Schaumburg-Lippe
- Liste der Gerichte im Fürstentum Schwarzburg-Rudolstadt
- Liste der Gerichte im Fürstentum Schwarzburg-Sondershausen
- Liste der Gerichte im Fürstentum Waldeck
- Liste der Gerichte in der Landgrafschaft Hessen-Homburg
- Liste der Gerichte in der Freien Stadt Bremen
- Liste der Gerichte in der Freien Stadt Frankfurt
- Liste der Gerichte in der Freien Stadt Hamburg
- Liste der Gerichte in der Freien Stadt Lübeck